# La Genétouze (Vendée)
La Genétouze, anteriormente La Génétouze, es una población y comuna francesa, en la región de Países del Loira, departamento de Vendée, en el distrito de La Roche-sur-Yon y cantón de Aizenay.

## Demografía
| 584 | 619 | 762 | 1125 | 1319 | 1393 |
| Para los censos de 1962 a 1999 la población legal corresponde a la población sin duplicidades (Fuente: INSEE [Consultar]) |     |     |      |      |      |